# José Antonio García Robledo
José Antonio García Robledo (Olanchito, Yoro, 21 de septiembre de 1998) es un futbolista hondureño. Juega como defensa central y su actual club es el Olimpia de la Liga Nacional de Honduras.

## Selección nacional

### Selecciones menores
Ha sido seleccionado sub-20. El 10 de julio de 2018 se anunció que Carlos Tábora lo había convocado para disputar los XXIII Juegos Centroamericanos y del Caribe en Barranquilla, Colombia. 
Participaciones
| Torneo                                     | Sede          | Resultado      | Partidos | Goles |
| ------------------------------------------ | ------------- | -------------- | -------- | ----- |
| Campeonato Sub-20 de 2017                  | Costa Rica    | Subcampeón     | 5        | 0     |
| Mundial Sub-20 de 2017                     | Corea del Sur | Primera fase   | 2        | 0     |
| XXIII Juegos Centroamericanos y del Caribe | Colombia      | Medalla Bronce | 4        | 0     |

## Clubes
| Club                   | País     | Año             |
| ---------------------- | -------- | --------------- |
| Victoria               | Honduras | 2015 - 2016     |
| Olimpia                | Honduras | 2017 - 2018     |
| Real de Minas (cedido) | Honduras | 2019 - 2020     |
| Olimpia                | Honduras | 2021 - Presente |

## Estadísticas
| Club                   | Temporada     | Liga  | Liga  | Copa Nacional | Copa Nacional | Copa Internacional | Copa Internacional | Total | Total |
| Club                   | Temporada     | Part. | Goles | Part.         | Goles         | Part.              | Goles              | Part. | Goles |
| ---------------------- | ------------- | ----- | ----- | ------------- | ------------- | ------------------ | ------------------ | ----- | ----- |
| Victoria Honduras      |               |       |       |               |               |                    |                    |       |       |
| 2015-16                | 0             | 0     | -     | -             | 0             | 0                  | 0                  | 0     |       |
| Total                  | 0             | 0     | 0     | 0             | 0             | 0                  | 0                  | 0     |       |
| Olimpia Honduras       |               |       |       |               |               |                    |                    |       |       |
| 2016-17                | 0             | 0     | -     | -             | -             | -                  | 0                  | 0     |       |
| 2017-18                | 5             | 0     | -     | -             | 0             | 0                  | 5                  | 0     |       |
| 2018-19                | 0             | 0     | -     | -             | -             | -                  | 0                  | 0     |       |
| Total                  | 5             | 0     | 0     | 0             | 0             | 0                  | 5                  | 0     |       |
| Real de Minas Honduras |               |       |       |               |               |                    |                    |       |       |
| 2018-19                | 18            | 1     | -     | -             | -             | -                  | 18                 | 1     |       |
| 2019-20                | 15            | 1     | -     | -             | -             | -                  | 15                 | 1     |       |
| 2020-21                | 12            | 0     | -     | -             | -             | -                  | 12                 | 0     |       |
| Total                  | 45            | 2     | 0     | 0             | 0             | 0                  | 45                 | 2     |       |
| Total carrera          | Total carrera | 50    | 2     | 0             | 0             | 0                  | 0                  | 50    | 2     |

## Palmarés

### Campeonatos internacionales
| Título        | Club    | Lugar    | Año  |
| ------------- | ------- | -------- | ---- |
| Liga Concacaf | Olimpia | San José | 2017 |